# جاكوب أندرسن (لاعب كرة قدم)
جاكوب أندرسن (بالدنماركية: Jacob Andersen)‏ هو لاعب كرة قدم دنماركي، ولد في 26 يناير 2004 في Galten, Denmark ‏ في الدنمارك.

## وصلات خارجية
- جاكوب أندرسن على موقع قاعدة بيانات كرة القدم.إي يو (الإنجليزية)
- جاكوب أندرسن على موقع Soccerway.com (الإنجليزية)